# Stenotarsus rufipes
Stenotarsus rufipes es una especie de coleóptero de la familia Endomychidae.

## Distribución geográfica
Habita en Papúa Nueva Guinea.